# Aira Force
Die Aira Force ist ein Wasserfall im Verlauf des Aira Beck im Lake District, Cumbria, England. Der Wasserfall stürzt unweit der Mündung des Aira Beck in den See Ullswater 20 m in einer Stufe in die Tiefe.
Der Wasserfall liegt auf einem Gelände, das seit 1906 dem National Trust gehört. Bevor der National Trust das Gelände kaufte, gehörte es der Familie Howard, die in den 1780ern einen befestigten Wohnturm zum heutigen Lyulph's Tower umbaute und ihn als Jagdresidenz benutze. Gleichzeitig mit dem Umbau des Turms wurde die Umgebung in einen öffentlich zugänglichen Park umgewandelt, in dem heute über 200 Arten von Koniferen aus der ganzen Welt wachsen, die auf einem Rundwanderweg durch den Park entdeckt werden können.
Auf dem Gelände des Parks überqueren zwei Steinbrücken den Aira Beck, die eine davon liegt genau am oberen Ende des Wasserfalls. Beide Brücken sind Angehörigen der Familie Spring Rice gewidmet, die ebenfalls in dieser Gegend ansässig war.

## Wordsworth und Aira Force
Der Lake Poet William Wordsworth erwähnt den Wasserfall mindestens dreimal in seinen Werken. Am ausführlichsten beschäftigt sich Wordsworth mit einer mittelalterlichen Legende in dem Gedicht The Somnambulist (dt. Die Schlafwandlerin). Die Legende handelt von einer jungen Frau und ihrer Sorge um den von ihr geliebten Ritter, von dem sie große Heldentaten hört, an dessen Treue sie nach langer Abwesenheit aber zweifelt. Die junge Frau beginnt zu schlafwandeln und kommt dabei auch immer wieder in die Nähe des Wasserfalls. Als der Ritter nun eines Nachts zurückkommt, sieht er seine Geliebte an ebendiesem Wasserfall schlafwandeln und weiß nicht so recht, ob er dieser Erscheinung trauen kann, da greift er nach der Gestalt, weckt die Frau und die stürzt daraufhin die Klippe hinab. Der Ritter hält sie am Fuße des Wasserfalls sterbend in seinen Armen, und sie erkennt, dass er sie wirklich liebt. Aus Gram lebt der Ritter bis zu seinem Tode als Einsiedler in einer Höhle in den Bergen.